# Pippi Calzelunghe e i pirati di Taka-Tuka
Pippi Calzelunghe e i pirati di Taka-Tuka (Pippi Långstrump på de sju haven, lett. "Pippi Calzelunghe sui sette mari") è un film del 1970 diretto da Olle Hellbom, seguito della celebre serie del 1969, e prende ispirazione dall'ultima avventura di Pippi Calzelunghe (1945). Il film ha ricevuto un seguito uscito nello stesso anno: Quella strega di Pippi Calzelunghe.

## Trama
I Settergen lasciano i figli Annika e Tommy a casa di Pippi per ben tre settimane. Durante una gita al lago i bambini trovano un messaggio in bottiglia da parte del padre di Pippi, il capitano Calzelunghe, che chiede aiuto poiché è intrappolato dal pirata Blut-Svente e dalla sua ciurma in una torre sull'isola di Taka-Tuka (Porto Piluse nell'originale svedese). Pippi e i suoi amici decidono di partire usando un "Myskodil" inventato dalla protagonista, ovvero un letto trasformato in mongolfiera. Tuttavia il Myskodil esaurisce l'aria lungo il tragitto; il letto rimane quindi sulla cima di una montagna mentre il pallone vola via. I bambini continuano a piedi fino a una discarica. Qui, con alcune casse, un'elica e una vecchia bicicletta, costruiscono uno strano aereo a pedali che si guida con un timone, con il quale si dirigono verso Taka-Tuka. Durante il viaggio il rottame si rompe e rischia di precipitare in un vulcano in piena eruzione, ma fortunatamente si schianta su un isolotto disabitato sul quale i ragazzi si accampano per un giorno.
Il mattino seguente accanto all'isola passa una nave. Pippi decide di spiare la ciurma e scopre che essa vuole appropriarsi del tesoro di suo padre. Con una scusa riesce a fare scendere i pirati dall'imbarcazione e ne prende comando, facendo salire anche gli amici. Con questo mezzo giungono infine a Taka-Tuka, dove i pirati di Blut-Svente tengono prigioniero il capitano Calzelunghe cercando di fargli rivelare dove sia il suo tesoro. Lui si rifiuta sempre di parlare, dicendo che sua figlia Pippi sarebbe venuta a salvarlo. I pirati però non gli credono, pensando che una bambina non possa essere così forte da sconfiggerli.
Intanto Pippi è costretta a combattere per potere liberare il papà. Si ritrova costretta anche a nascondere Tommy e Annika; chiede così aiuto a Marko, un bimbo straniero che lavora all'osteria di Taka-Tuka, offrendogli alcune monete d'oro. Ben presto la ragazzina comincia a essere temuta dai pirati stessi, i quali hanno inteso che Pippi è davvero forte e molto determinata.
Quest'ultima riesce a trovare il padre e gli offre un po' di cibo delizioso, dato che l'uomo era costretto a mangiare solo pane e acqua. Dopo essere stata scoperta Blut-Svente nasconde capitan Calzelunghe nel sotterraneo della fortezza. Egli riesce tuttavia a spedire un messaggio in bottiglia a Pippi, che lo libera facendo esplodere con polvere da sparo le mura della fortezza, ma poco prima il capitano aveva detto alla ciurma le coordinate per trovare il tesoro.
I bambini e il capitano si avventurano verso l'isola del tesoro e riescono a prenderlo prima dell'arrivo di Blut-Svente. I suoi uomini però si trovavano già sull'isola e prendono in ostaggio Tommy e Annika, e Pippi e suo padre non hanno altra scelta che quella di consegnare il tesoro ai pirati. A insaputa di questi ultimi, però, l'equipaggio del padre della protagonista (in precedenza confinato da Blut-Svente e dai suoi marinai sulla stessa isola) ne approfitta per riprendersi la nave, lasciando i pirati, esterrefatti e disperati, a terra senza possibilità di fuga. Pippi allora dona loro un manuale per costruire una zattera e un'ascia per abbattere gli alberi necessari per la sua costruzione, in cambio delle casse del tesoro. E così si conclude l'avventura con il ritorno a Villa Villacolle.

## Produzione
Il soggetto è tratto molto liberamente dal terzo volume delle avventure di Pippi pubblicato da Astrid Lindgren nel 1948: Pippi Långstrump i Söderhavet (Pippi Calzelunghe nei Mari del Sud), in seguito accorpato assieme ai precedenti volumi in un solo libro.
Il romanzo si svolge sulla fittizia isola di Cip-cip (Kurrekurredutt in originale), dove regna il Capitano Calzelunghe. Gli indigeni, un tempo cannibali, sono stati resi mansueti dal padre di Pippi e si nutrono ora solo di selvaggina. Nel film gli indigeni sono stati completamente eliminati dalla narrazione e la storia è stata spostata sull'isola di Porto Piluse. Blut-Svente e Messer-Jocke (così come la loro ciurma) sono un'invenzione dell'adattamento cinematografico, probabilmente una rielaborazione dei banditi Jim e Buck presenti nel romanzo.
La pellicola venne girata tra il 4 agosto e il 10 dicembre 1969. Le scene della cittadina dei pirati furono girate tra le città di Ragusa e Budva nell'allora Jugoslavia, mentre le riprese sulla spiaggia ebbero luogo a Crane Beach, alle Barbados. Il covo dei pirati venne invece costruito nel Castello di Vaxholm, una fortificazione storica nell'arcipelago di Stoccolma. Jarl Borssén (Blut-Svente) e Staffan Hallerstam (Marko) erano già apparsi in ruoli secondari nella serie del 1969; rispettivamente nel ruolo di un negoziante in un negozio di ferramenta (nell'episodio L'introvabile Spunk), e in quello del bullo Bengt (nell'episodio Una festa movimentata). Il film segna l'ultima apparizione di Villa Villacolle nella sua ubicazione originale a Visby, prima che venisse spostata. Il celebre antropologo norvegese Thor Heyerdahl, che si trovava in vacanza alle Barbados, fa un cameo nel ruolo di un pirata.

## Colonna sonora
1. Kom An, Kom An, Pirater – composta da Jan Johansson, scritta da Astrid Lindgren, arrangiata da Georg Riedel e cantata da Inger Nilsson, Pär Sundberg e Maria Persson
2. Här Kommer Pippi Långstrump – composta da Jan Johansson, scritta da Astrid Lindgren, arrangiata da Georg Riedel e cantata da Inger Nilsson
3. Sov Alla – composta da Georg Riedel, scritta da Astrid Lindgren e cantata da Pär Sundberg e Maria Persson
4. Sjörövar Fabbe – composta da Georg Riedel, scritta da Astrid Lindgren e cantata da Inger Nilsson
5. Mor Är Rar – composta da Georg Riedel e scritta da Astrid Lindgren
6. Merja Mojsi – composta da Georg Riedel, scritta da Astrid Lindgren e cantata da Martin Ljung
7. Kalle Teodor – composta da Georg Riedel, scritta da Astrid Lindgren e cantata da Inger Nilsson
8. Sjörövar Fabbe (ripresa) – composta da Georg Riedel, scritta da Astrid Lindgren e cantata da Inger Nilsson

## Distribuzione

### Date di uscita e titoli internazionali
- 24 gennaio 1970 in Svezia (Pippi Långstrump på de sju haven)
- 13 gennaio in Danimarca (Pippi Langstrømpe på de syv have)
- 22 febbraio in Finlandia (Peppi Pitkätossu seitsemällä merellä)
- 15 luglio in Germania dell'Ovest (Pippi in Taka-Tuka-Land)
- 3 aprile 1971 in Italia (Pippi Calzelunghe e i pirati di Taka-Tuka)
- 26 marzo 1973 in Giappone (ピッピ の 宝島, Pippi no Takarajima)
- 15 marzo (prima TV, 4 episodi) / 11 dicembre 1975 (cinema) in Spagna (Pippi en la isla de Taka Tuka)
- 1º settembre negli Stati Uniti (Pippi in the South Seas)

### Edizione italiana
La pellicola venne distribuita nelle sale italiane il 3 aprile 1971. Dal 30 ottobre al 4 novembre 1980 il film venne trasmesso da Rai 2 diviso in quattro episodi inserito all'interno della serie del 1969. Questa versione a puntate del lungometraggio, distribuita dalla tedesca Beta Film (distributore internazionale del franchise) in lotto con la serie originale, conteneva però numerose scene inedite nella versione cinematografica, e fu quindi necessario un ridoppiaggio. Basandosi sul copione tedesco Blod-Svente diventa quindi Blut-Svente, mentre Villa Villacolle viene chiamata Villa Kunterbunt. Porto Piluse è stata invece fatta passare per Taka-Tuka, nome con cui è indicata nella traduzione tedesca dei libri l'Isola di Cip-cip, su cui regna il padre di Pippi. Da allora il film è sempre stato distribuito con il secondo doppiaggio televisivo anche nelle edizioni home video, sia all'interno della serie che come film a sé stante.

## Accoglienza
A differenza della serie il film venne accolto meno positivamente dalla critica svedese che trovò la storia poco ispirata, mentre le parti dedicate ai pirati vennero giudicate troppo lunghe e ripetitive. È stato invece maggiormente apprezzato dalla critica tedesca.